# Petrova Poljana
Petrova Poljana – wieś w Chorwacji, w żupanii karlowackiej, w gminie Vojnić. W 2011 roku liczyła 17 mieszkańców.